# Andreiașu de Jos
Andreiașu de Jos est une commune du județ de Vrancea en Roumanie.